# Biatora helvola

Biatora helvola Hellb., 1867,  es una especie de liquen crustáceo de aspecto granular de la familia Ramalinaceae que vive principalmente en la superficie de la corteza de árboles (corticícola). Esta especie presenta un color gris a verde oliva en su superficie, hialino a amarillo terroso en el epitecio y blanco a amarillo terroso en el hipotecio. Por lo general Biatora helvola no presenta soredios en su superficie; la reproducción tiene lugar solo por parte del micobionte mediante ascosporas oblongas no septadas o uniseptadas de entre 8 y 17 micras de diámetro generadas en conidios baciliformes. En esta especie aparecen como metabolitos secundarios de la simbiosis las consideradas como sustancias liquénicas  ácido girofórico y ácido lecanórico.

## Sinonimia
- Lecidea helvola (Körb. ex Hellb.) Th. Fr. (1874) Basónimo.